# الغزوات التيمورية لجورجيا
الغزوات التيمورية لجورجيا (بالجورجية: თემურლენგის ლაშქრობები საქართველოში، وتُرومن: temurlengis lashkrobebi sakartveloshi) هي سلسلة من ثماني غزوات شنّها تيمورلنك بين عامي 1386 و1403 ضد مملكة جورجيا في منطقة القوقاز. انتهت هذه الحملات بسيطرة الإمبراطورية التيمورية على المملكة المسيحية، التي أصبحت دولة خاضعة تدفع الجزية مع احتفاظها باستقلالها ودينها.

## تاريخ
امتدت إمبراطورية تيمور في أقصى اتساع لها من آسيا الوسطى إلى الأناضول، وكانت هذه الغزوات مرتبطة ارتباطًا وثيقًا بالحروب بين تيمور (تيمورلنك) وتوقتمش، آخر خانات القبيلة الذهبية ومنافسه الأبرز على السيطرة على العالم الإسلامي. رغم اجتياح تيمور لأجزاء من جورجيا، لم يتمكن من أسلمتها، واعتبرها دولة مسيحية.
في الغزوة الأولى عام 1386، نهب تيمور عاصمة جورجيا تبليسي وأسر الملك باغرات الخامس. وقاد مقاومة جورجية لاحقة ابنه جورج السابع الذي أمضى معظم فترة حكمه (1395–1405) يقاوم الغزوات التيمورية. ورغم قيادة تيمور الشخصية لمعظم الحملات، لم يتمكن من فرض سيطرة ثابتة على جورجيا. وعندما اضطر جورج السابع في النهاية للصلح ودفع الجزية، لم يكن يحكم سوى "مدن مدمّرة، وريفٍ منهوب، ومملكة محطّمة".

### الغزوة الأولى
دخل تيمور القوقاز ردًا على غزوة قام بها توقتمش في شمال إيران عبر القوقاز عام 1385، مما أشعل العداء بينهما. فاجتاح تيمور أذربيجان وقرص ثم دخل جورجيا، واعتُبرت حملته جهادًا وفقًا لتاريخ عهده الرسمي الظفرنامة. انطلق من قارص نحو مسخيتي في أواخر 1386، وسقطت تبليسي في 22 نوفمبر، حيث قُتل سكانها وأُسر الملك باغرات. وأمضى الجيش التيموري الشتاء في قره‌ باغ.

### تحرير باغرات
للاستفادة من فرصة نجاته، ادّعى باغرات اعتناقه الإسلام، فأرسله تيمور مع جيش من 12,000 جندي للإشراف على أسلمة المملكة. غير أن باغرات أرسل سرًا إلى ابنه جورج الذي جهّز جيشًا دمّر القوة التيمورية وأعاد والده إلى الحكم.

### الغزوة الثانية
في ربيع 1387، شنّ تيمور غزوة جديدة بعد مقتل آلاف من جنوده على يد الجورجيين. تفوق جيشه عددًا على القوة الجورجية الضعيفة التي جُمعت على عجل. قاد تيمور الغزو شخصيًا، فلجأ كثير من السكان إلى الجبال، مما خفف عدد الضحايا.

### الغزوة الثالثة
في 1392-1393، شنّ تيمور غارات على وسط إيران وبغداد وسوريا، ثم عاد في ربيع 1394 إلى جنوب جورجيا، وأرسل أربعة قادة مع 40,000 جندي لغزو سامتسخه-ساتاباجو، فنهب مناطق مسخيتي وكورص وكولا وآخالتسيخه. قاوم السكان مقاومة عنيفة أجبرت التيموريين على الانسحاب بعد الاحتلال.

### الغزوة الرابعة
في 13 سبتمبر 1394، غزا تيمور وادي كولي إلى وادي أراغفي عبر ترياليتي وكفيمو كارتلي، ودمّر القرى وقتل الأهالي. جرت معارك كبرى في وادي أراغفي. وكان هدفه السيطرة على مضيق داريال لمنع الغزوات من القوقاز الشمالي المتحالفة مع جورجيا وتوقتمش. لكن مقاومة الجبليين أفشلت خطته. فانسحب إلى شكي عبر تبليسي بعد أن علم بغزو توقتمش لمنطقة شروان. تجنب القتال، وعاد إلى معسكره قرب محمود أباد، حيث بدأ التحضير لحملة كبرى ضد توقتمش.

### الغزوة الخامسة
في شتاء 1399، عبر تيمور حدود جورجيا بجيش من 100,000 جندي برفقة إبراهيم الأول ملك شروان. قطعوا نهر كر بجسر عائم، وهاجموا كاخيتي وهيرتي قبل أن يستعد السكان. أبطأ الجنرال الجورجي خيميشا التيموريين عبر مراوغة تكتيكية، ولجأ من تنبّه إلى الكهوف والغابات. نهبت القوات الكنائس والأديرة، وذبحت المدنيين في مخابئهم. وقُتل أو استُرقّ عشرات الآلاف.

### الغزوة السادسة
في ربيع 1400، عاد تيمور مجددًا لتدمير المملكة نهائيًا، مطالبًا الملك جورج السابع بتسليم طاهر الجلائري، لكن جورج رفض وقاتله في نهر ساغيم بكفيمو كارتلي وهُزم. ومات آلاف من الجوع والمرض بعد المعارك، وأُسر 60,000 شخص.

### الغزوة السابعة
بعد رحيل تيمور، عاد الملك جورج إلى شرقي جورجيا ونظّم شؤون البلاد. عاقب مع دوق كسان قبائل الدوال التي استغلّت الغزو ونهبت الوادي.
في 1401، عاد تيمور إلى حدود جورجيا وخيّم في شامكير، ثم غزا جورجيا مجددًا أواخر السنة. أرسل جورج أخاه للصلح وتقديم الجزية. وافق تيمور بشرط أن يقدم له جورج قوات لحملته ضد الدولة العثمانية، ويمنح المسلمين امتيازات خاصة. في طريقه للحملة، هاجم قلعة تورتوم وقتل 200 جندي جورجي بعد معركة دامت خمسة أيام.

### الغزوة الثامنة
بعد انتصاره على العثمانيين وعودته إلى أرضروم عام 1402، قرر تيمور معاقبة جورج السابع لأنه لم يهنئه بالنصر. جاء أخوه قسطنطين ومعه الهدايا، وكذلك الأمير إيفاني جاقلي، حاكم سامتسخه. وأُرسل إبراهيم الأول ملك شروان لتقدير موارد جورجيا. أرسل جورج هدايا جديدة، لكن تيمور رفضها واستدعاه شخصيًا، ثم حاصر قلعة بيرتفيزي، وسقطت في أغسطس 1403. بعد ذلك، نهب الجيش التيموري المناطق الحدودية وطارد الملك جورج حتى أبخازيا. وذكر مؤرخوه أنهم دمّروا 700 مدينة وقتلوا سكانها.
توقّف تيمور عن القتال فقط بعد فتوى من العلماء بجواز منح الأمان. دفع جورج السابع جزية ضخمة: ألف تَنْكة ذهبية باسم تيمور، وألف حصان، وياقوتة تزن 18 مثقالًا. بالمقابل، اعترف تيمور بجورجيا كمملكة مسيحية مستقلة.
مرّ تيمور بتبليسي مدمّرًا أديرتها وكنائسها، ثم توجه إلى بيلقان أوائل 1404، ومنح أراضيها حتى طربزون كإقطاع لحفيده خليل سلطان. وغادر القوقاز إلى آسيا الوسطى، حيث تُوفي في 19 فبراير 1405 وهو يجهّز لحملة ضخمة على الصين.

## ما بعد الغزوات
أصبحت جورجيا دولةً تدفع الجزية للإمبراطورية التيمورية، لكنها احتفظت باستقلالها وظلَّت مملكة مسيحية.
ويُقال إنّ قوات تيمور دمَّرت البلاد إلى درجةٍ استُحدثت فيها كلمات جديدة في اللغة الجورجية مثل: "مدينة مهجورة" (ნაქალაქარი)، و"قرية مهجورة" (ნასოფლარი)، و"كرم مهجور" (ნავენახარი)، وغيرها من التعابير المشابهة.

### حملة جورج ضد التيموريين
بعد مغادرة تيمور للقوقاز متوجهًا إلى آسيا الوسطى، تُوفي في 19 فبراير 1405 أثناء استعداده لحملة ضخمة على الصين. ومع اشتداد الصراع على السلطة بين ورثته، تفككت الإمبراطورية التيمورية، واندلعت خلافات بين ميران شاه وأبنائه للسيطرة على فارس.
في خضم هذا الفوضى، عاد الملك جورج السابع من إيميريتي وقاد معارك لاستعادة الأراضي المفقودة. فاستعاد نخجوان وكنجه، وشنّ عمليات تخريب في مناطق مثل آني وأرضروم وتبريز.
ورغم أنّ جيشه لم يتجاوز 5,000 جندي، تمكّن جورج من توسيع حدود جورجيا مؤقتًا إلى ما كانت عليه سابقًا.
وفي عام 1406، حشد حاكم إيران جيشًا كبيرًا وخيّم في ألَطاغ بمنطقة القوقاز، لكن جورج شنَّ هجومًا مباغتًا ودفع قوات العدو إلى تبريز.